# Titularbistum Acholla
Acholla (ital.: Acolla) ist ein Titularbistum der römisch-katholischen Kirche.
Es geht zurück auf ein früheres Bistum der gleichnamigen antiken Stadt in Nordafrika in der Sahelregion des heutigen Tunesien.
| Titularbischöfe von Acholla |                                              |                                                            |                    |                  |
| Nr.                         | Name                                         | Amt                                                        | von                | bis              |
| 1                           | Antonio Ludovico Van der Veen Zeppenfeldt OP | Apostolischer Vikar von Curaçao (Niederländische Antillen) | 11. November 1948  | 4. Juli 1957     |
| 2                           | Evelio Domínguez Recinos                     | Weihbischof in Tegucigalpa (Honduras)                      | 11. September 1957 | 20. April 1988   |
| 3                           | Georges Pierre Soubrier PSS                  | Weihbischof in Paris (Brasilien)                           | 25. Juni 1988      | 10. Oktober 1996 |
| 4                           | Gregory Aymond                               | Weihbischof in New Orleans (USA)                           | 19. November 1996  | 2. Juni 2000     |
| 5                           | Henry Theophilus Howaniec OFM                | Apostolischer Administrator von Almaty (Kasachstan)        | 14. Oktober 2000   | 17. Mai 2003     |
| 6                           | Nestor Celestial Cariño                      | Weihbischof in Daet (Philippinen)                          | 11. Juni 2003      | 1. April 2005    |
| 7                           | Eusebio L. Elizondo Almaguer MSpS            | Weihbischof in Seattle (USA)                               | 12. Mai 2005       |                  |